# Jerrold Immel
Jerrold Immel est un compositeur américain de musiques de films, né le 9 septembre 1936 à Los Angeles, en Californie (États-Unis).

## Filmographie
- 1968 : Hawaï police d'État ("Hawaii Five-O") (série télévisée)
- 1974 : Sergent Anderson ("Police Woman") (série télévisée)
- 1974 : The House on Skull Mountain (en)
- 1976 : The Macahans (TV)
- 1976 : Spencer's Pilots (série télévisée)
- 1976 : Revenge for a Rape (TV)
- 1977 : La Conquête de l'Ouest ("How the West Was Won") (feuilleton TV)
- 1977 : Haute sécurité (Nowhere to Hide) (TV)
- 1977 : L'Âge de cristal ("Logan's Run") (série télévisée)
- 1978 : Nowhere to Run (TV)
- 1978 : The Busters (TV)
- 1978 : Matilda
- 1978 : The American Girls (série télévisée)
- 1978 : Dallas ("Dallas") (série télévisée)
- 1979 : The Legend of the Golden Gun (en) (TV)
- 1979 : The Sacketts (TV)
- 1979 : Buffalo Soldiers (TV)
- 1979 : Côte ouest ("Knots Landing") (série télévisée)
- 1980 : Power (TV)
- 1980 : La Cible (Wild Times) (TV)
- 1980 : Roughnecks (TV)
- 1980 : Alcatraz: The Whole Shocking Story (TV)
- 1981 : The Oklahoma City Dolls (TV)
- 1981 : Chasse à mort (Death Hunt)
- 1981 : The Cherokee Trail (TV)
- 1981 : Sourdough
- 1982 : The Adventures of Pollyanna (TV)
- 1982 : Megaforce
- 1982 : The Shadow Riders (TV)
- 1983 : Travis McGee (TV)
- 1984 : Gone Are the Dayes (TV)
- 1984 : The Outlaws (TV)
- 1985 : Midas Valley (TV)
- 1986 : Dallas : Quand tout a commencé... (Dallas : The Early Years) (TV)
- 1987 : Programmed to Kill
- 1987 : La Vengeance du forçat (Gunsmoke: Return to Dodge) (TV)
- 1987 : Breaking Home Ties (TV)
- 1992 : Lakota Moon (TV)
- 1993 : Walker, Texas Ranger ("Walker, Texas Ranger") (série télévisée)
- 1996 : Dallas : Le Retour de J.R. (Dallas: J.R. Returns) (TV)
- 1997 : Retour sur la Côte Ouest ("Knots Landing: Back to the Cul-de-Sac") (feuilleton TV)
- 1998 : Dallas: War of the Ewings (TV)